# Organizacja Paktu Centralnego
Organizacja Paktu Centralnego (ang. Central Treaty Organization, CENTO) – regionalny sojusz polityczno-wojskowy w latach 1959–1979, następca istniejącego w latach 1955–1959 Paktu Bagdadzkiego lub Organizacji Paktu Bagdadzkiego (Baghdad Pact Organization, BPO). Główną funkcją CENTO było stworzenie łączności między sojuszami wojskowymi: NATO w Europie i SEATO w Azji, celem obrony wobec ekspansjonizmu radzieckiego w okresie zimnej wojny.

## Historia
Pakt Bagdadzki został zawarty 24 lutego 1955 roku w Bagdadzie pomiędzy Irakiem a Turcją, skierowany początkowo przeciw wojowniczym grupom kurdyjskim. Do końca 1955 roku do Paktu Bagdadzkiego dołączyły: Wielka Brytania, Pakistan i Iran, tym samym pakt stał się bardziej kompleksowym traktatem bezpieczeństwa regionalnego wedle art. 52 Karty ONZ. Po wystąpieniu Iraku w 1959 roku (po rewolucji irackiej) i przystąpieniu de facto (w postaci obserwatora) Stanów Zjednoczonych zmieniono nazwę sojuszu na Organizację Paktu Centralnego. Siedzibę Organizacji przeniesiono z Bagdadu do Ankary.
Pakt spisano po angielsku, arabsku i turecku, w razie wątpliwości miarodajny był tekst angielski (art. 8). Wszedł w życie 15 kwietnia 1955 r., z chwilą wymiany dokumentów ratyfikacyjnych w Ankarze wedle art. 8. Zarejestrowany przez Sekretariat ONZ 17 kwietnia 1956 r.
Celem sojuszu było rozszerzenie działań istniejących już sojuszy wojskowo-politycznych: Organizacji Traktatu Północnoatlantyckiego (NATO) i Organizacji Paktu Azji Południowo-Wschodniej (SEATO) oraz utrzymanie Wielkiej Brytanii i Stanów Zjednoczonych na Bliskim Wschodzie ze względu na bezpośrednie sąsiedztwo z państwami komunistycznymi, a także krzyżowanie się na tym obszarze szlaków morskich i powietrznych łączących Europę, Azję i Afrykę.
Pakt rozwiązano w 1979 roku po wystąpieniu Iranu (w wyniku rewolucji irańskiej), Pakistanu i Turcji. Przyczyną rozpadu sojuszu były rozbieżności pomiędzy członkami CENTO a Wielką Brytanią i Stanami Zjednoczonymi dotyczące interpretacji celów i zadań.

## Organy traktatowe
Państwa tego paktu miały wspólną radę ministrów spraw zagranicznych, wojskowych, ekonomicznych, łączności i komitet do zwalczania działalności wywrotowej.

## Rola Paktu w polityce bliskowschodniej
Projekty utworzenia paktu spotkały się z ostrą krytyką ze strony Egiptu i Arabii Saudyjskiej, głównie na forum Ligi Państw Arabskich.
W związku z antykomunistycznym wydźwiękiem umowy ZSRR potępiło pakt, podobnie postąpiły Indie. Poparcie dla idei paktu zgłosiły USA. Amerykanie traktowali go jako przeciwwagę dla wpływów radzieckich na Bliskim Wschodzie, oraz środek odwracania uwagi radykałów arabskich od problemu Izraela. Członkowie paktu popierali politykę USA wobec wojny w Korei oraz państw Układu Warszawskiego.